# Bruno Leinweber
Bruno Leinweber (* 4. Februar 1902 in Füssen; † 16. Oktober 1989) war ein deutscher Eishockeyverteidiger, -trainer, -schiedsrichter und -funktionär. Er wurde für seine Funktionärstätigkeit in die deutsche Hall of Fame für Eishockey aufgenommen.

## Leben
Bruno Leinweber wurde 1902 als Sohn des Füssener Bauunternehmers und Stadtrats Rudolf Leinweber und seiner Frau Anna geboren. Bruno Leinweber war Begründer des Eishockeysports in Füssen und zusammen mit seinem jüngeren Bruder Walter einer der ersten Spieler des 1922 gegründeten EV Füssen. Später stieg er ins Bauunternehmen des Vaters ein, während Walter dessen Sägewerk übernahm. Bruno Leinweber starb 1989 und ist auf dem Waldfriedhof in Füssen beigesetzt.

## Spielerkarriere
Bruno Leinweber spielte – wie sein Bruder Walter Leinweber – in der Eishockeymannschaft des EV Füssen auf der Position als Verteidiger von 1924 bis 1932.

## Trainertätigkeit
Zwischen 1933 und 1939, 1948 bis 1952 und noch einmal in der Saison 1956/57 übernahm er das Traineramt beim EVF und führte sie 1949 und 1957 zur Meistertitel. Zwischen 1953 und 1954 übernahm er das Amt des Bundestrainers.

## Schiedsrichter
Ab 1935 agierte er auch als Schiedsrichter und kam auch zu mehreren internationalen Einsätzen – u. a. bei den Olympischen Winterspielen 1936.

## Funktionärstätigkeit
Zeitweise agierte er als Manager des EVF. Beim Deutschen Eissport-Verband war er ein Eishockeyobmann und bildete Schiedsrichter aus.

## Ehrungen
Leinweber ist Mitglied der deutschen Hall of Fame, die vom Eishockeymuseum geführt wird, war Ehrenmitglied des EV Füssen und Ehrenmitglied des Deutschen Eishockey-Bundes.